# Old All Saints Church (Nuneham Courtenay)
Koordinaten: 51° 40′ 49,8″ N, 1° 13′ 5,5″ W

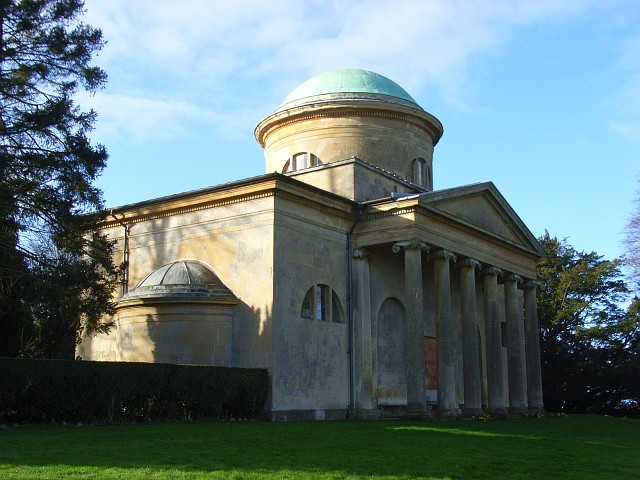
Old All Saints Church, Nuneham

Die Old All Saints Church in Nuneham Courtenay oder auch Harcourt Chapel ist eine nicht mehr genutzte anglikanische Kirche in der Nähe des Dorfes Nuneham Courtenay in  Oxfordshire, England. Das Bauwerk wurde von English Heritage im Grade II* auf als Listed Building eingestuft; das Bauwerk ist unter der Obhut des Churches Conservation Trust. Die Kirche liegt südwestlich des Dorfes auf dem Grund von Nuneham House und überragt das Wasser der Themse, etwa zehn Kilometer flussaufwärts von Oxford.

## Geschichte
Das Kirchengebäude ist das zweite der drei Pfarrkirchen im Laufe der Kirche von Nuneham Courtenay; alle drei waren den Allerheiligen geweiht. Der ursprünglich vorhandene Kirchenbau stammte aus der mittelalterlichen Zeit, war jedoch 1762 in einem „ruinenhaften Zustand“. Die mittelalterliche Kirche ließ Simon Harcourt, 1. Earl Harcourt, abreißen. Der Kirchhof wurde zerstört und in einen Park für den Earl umgewandelt. Diese Kirche wurde 1764 erbaut. Sie wurde von Earl Harcourt selbst entworfen, wobei einige Änderungen an dem Entwurf durch den Architekten James Stuart erfolgten. Die Baukosten betrugen etwa £800 (in heutigen Preisen: £120.000). Die neue Kirche lag günstig für den Earl und dessen Familie, jedoch nicht für die zur Pfarrgemeinde gehörenden Dorfbewohner, sodass 1880 eine dritte Pfarrkirche im Dorf gebaut wurde. Das 1764 errichtete Bauwerk wurde neumöbliert und nur noch als Privatkapelle für die Harcourt-Familie genutzt. Sie wurde am 8. Mai 1980 redundant erklärt und am 28. Oktober 1981 dem Churches Conservation Trust überschrieben.

## Architektur

### Äußeres
Die Kirche wurde mit Werksteinen aus Kalkstein gebaut und hat eine Kuppel mit einem Dach aus Kupfer. Es heißt, der Entwurf basiere auf einem der Tempel von Palmyra. Der Grundriss der Kirche ist rechtwinklig, wobei es an jeder Seite vorspringende Abschnitte gibt. Die Hauptfront ist die Nordseite, von der es heißt, dass sie der Eingangsseite von Chiswick House nachempfunden ist. Der vorstehende Portikus hat sechs ionische Säulen und je ein Thermenfenster auf beiden Seiten des Portikus. Auf diesem sitzt das Hauptgebälk mit einem gekerbten Gesims und einem Giebeldreieck. Die Wand an der Rückseite des Portikus weist einen blinden Durchgang und Blindbögen auf. Auch an der Südseite gibt es ein Giebeldreieck, aber dieses ist geschlossen. Darunter liegt ein zentral angeordneter Zugang mit schmiedeeisernen Türen. Ost- und Westseite sind halbkreisförmig und werden von Halbkuppeln gekrönt. An der Westseite gibt es eine Vorhalle mit ebenfalls ionischen Säulen. Vier Thermenfenster befinden sich an der Zentralkuppel. Ein großes Grabmal findet sich außerhalb der Kirche an der Ostmauer. Es wurde von der früheren, abgerissenen Kirche hierher gebracht.

### Innenraum
Das Innere der Kirche besteht aus einer zentral angeordneten Rotunde und zwei rechteckigen Räumen. Um die Rotunde sind Nischen angeordnet, und südlich von ihr liegt ein kleines Baptisterium. An den Wänden sind aus Gips gefertigte Texttafeln angebracht. Außerdem ist an der Wand das 1880 aufgestellte, aufwendig geschnitzte Chorgestühl verteilt. Dieses ist im italienischen Stil des 16. Jahrhunderts gestaltet. Die Rückseiten sind mit Holztafeln verziert, die von korinthischen Säulen getrennt werden. Das Lesepult aus Holz stammt aus dem 17. oder 18. Jahrhundert. Das Taufbecken ist mit konvexen Rillen versehen und wurde 1843 aufgestellt; es hat einen später hinzugefügten Deckel im italienischen Barockstil. Zur Innenausstattung der Kirche gehören ferner zwei Truhen, vier Totenschilde aus dem 19. Jahrhundert, drei Wandteppiche und Erinnerungsstücke an die Beerdigung König Edwards VII. sowie Gedenktafeln zu Ehren der Familie Harcourt.

## Belege
1. 1 2 3 4 5 6  Church of All Saints, Nuneham Courtenay. In: The National Heritage List for England. English Heritage, 2011, archiviert vom Original am 5. Oktober 2012; abgerufen am 15. September 2011 (englisch).
2. 1 2  All Saints' Church, Nuneham Courtenay, Oxfordshire. Churches Conservation Trust, abgerufen am 15. September 2011 (englisch).
3. 1 2 3 4 5  Parishes: Nuneham Courtenay. In: A History of the County of Oxford. Band 5: Bullingdon Hundred. University of London & History of Parliament Trust, 1957, S. 234–249, abgerufen am 15. September 2011 (englisch).
4. ↑  Diocese of Oxford: All Schemes. (PDF; 40 kB) Church of England, 2011, S. 6, abgerufen am 15. September 2011 (englisch).